# Kullu Manali Airport
Kullu Manali Airport är en flygplats i Indien.   Den ligger i distriktet Kulu och delstaten Himachal Pradesh, i den norra delen av landet, 400 km norr om huvudstaden New Delhi. Kullu Manali Airport ligger 1 082 meter över havet.
Terrängen runt Kullu Manali Airport är huvudsakligen bergig, men den allra närmaste omgivningen är kuperad. Kullu Manali Airport ligger nere i en dal. Runt Kullu Manali Airport är det ganska tätbefolkat, med 75 invånare per kvadratkilometer. Närmaste större samhälle är Kulu, 10,1 km norr om Kullu Manali Airport. Trakten runt Kullu Manali Airport består i huvudsak av gräsmarker.